# هادجکینز (ایلینوی)
هادجکینز (به انگلیسی: Hodgkins) یک روستا در ایالات متحده آمریکا است که در ایلینوی واقع شده‌است. هادجکینز ۶٫۸۳ کیلومتر مربع مساحت و ۱٬۸۹۷ نفر جمعیت دارد.